# Księżniczka słońca
Księżniczka słońca (tytuł oryg. La reine soleil, ang. The Sun Queen) – belgijsko-francusko-węgierski film animowany z 2007 roku w reżyserii Philippe'a Leclerka.

## Opis fabuły
14-letnia egipska księżniczka Akhesa córka faraona tęskni za matką, która z nieznanych jej przyczyn została wygnana na odległą wyspę. Księżniczka postanawia dowiedzieć się prawdy. Dzięki pomocy księcia Tuta Akhesa ucieka z pałacu. Wspólnie podróżują w dół Nilu, zmagając się z licznymi niebezpieczeństwami.

## Obsada
- Philippe Allard – Gulmekiz / Zannanza
- Catherine Conet – Nefertiti
- Alexandra Correa – Meritaton
- Jean-Marc Delhausse – Mahou
- Patrick Donnay – Seneb
- Gérard Duquet – Ay
- Daniel Dury – Sogoth
- Nathalie Homs – Maia

i inni